# Магно Алвес
Магно Алвес (13. јануар 1976) бразилски је фудбалер.

## Репрезентација
За репрезентацију Бразила дебитовао је 2001. године. За национални тим одиграо је 3 утакмице.

## Статистика
| Бразил | Бразил | Бразил |
| Год.   | Ута.   | Гол.   |
| ------ | ------ | ------ |
| 2001   | 3      | 0      |
| Укупно | 3      | 0      |